# Нурбану
Нурбану-султанија (тур. Nurbanu Sultan) била је Валиде-султанија Османског царства, супруга султана Селима II и мајка султана Мурата III. 

## Порекло и одрастање
Рођена је као Сесилија Венијер Бафо, ћерка Николе Венијера. Отета је од гусара 1538. године.

## Миљеница шехзаде Селима
Доспела је у харем шехзаде Селима у Коњи 1543. године. Нурбану је успела да се истакне међу осталим конкубинама у палати својом лепотом и изузетном интелигенцијом. Већ 1546. године, родила је јединог Селимовог наследника до ступања на престо - шехзаде Мурата. Она је, као Селимова главна конкубина, била на челу његовог харема.
Након смрти султаније Хурем, султан Сулејман I, у нади да ће угушити непријатељство између Селима и његовог брата Бајазита, послао је Селима у Коњу. У то време, шехзаде Мурат је достигао године када је преузео положај санџакбега Акшехира, где је утврђено је да је Нурбану остала са Селимом. Током борбе за престо између Селима и Бајазита, Нурбану је контактирала Млечане да подрже шехзаде Селима. Недџет Сакаоглу је написао да је у одлучујућим тренуцима сукоба Селима и Бајазита, Нурбану прибегла разним интригама да заштити Селима и постави га на престо.

## Хасеки-султанија
1566. године, када је Селим постао султан, сама Нурбану била на челу харема као мајка султановог најстаријег наследника. Поред тога, Нурбану је била позната због своје невероватне лепоте и због њене изузетне интелигенције. Доказ да је била јако вољена од султана је тај да није пратила свог сина у Манису, већ је остала у Топкапију. Поред тога, како је Селим почео да прима и друге конкубине из харема, Нурбану је хтела да у сваком тренутку може да спречи да неко од Селимових новорођених синова ступи на престо, штитећи будућност свог сина Мурата. 
Када је Селим постао султан, током 8 година своје владавине стекао је шест синова, од којих је само један умро за живота свог оца. Све ово време Нурбану је остала присна султану, иако Селиму није родила ни једно дете. Селим је у фебруару 1571. године одлучио, као и његов отац, да се званично ожени султанијом Нурбану, која је постала његова законита супруга. Амбасадорски извештаји напомињу да је Селим желео да браком изрази колико воли Нурбану и да је једини законити наследник њихов син Мурат. До краја владавине Селима II, Нурбану-султанија је добијала 11 стотина акчи дневно, док су остале султанове миљенице добијале само четрдесет акчи.
Султанија Нурбану је ефективно управљала државом заједно са великим везиром Мехмед-пашом Соколовићем, са којим се редовно консултовала. Селим је предао скоро сву своју власт Соколовићу, који је заиста владао царством уместо њега.

## Валиде-султанија
Oсмански историчар Селаники Мустафа-ефендија је написао да је 14. децембра Селим отишао у башту код бродоградилишта и поделио своје невоље са Шемси Ахмед-бегом, а када се вратио у палату, пао је док је био у хамаму у кому; сутрадан – првог дана рамазана – умро је у зору. Диван је окупљен, на коме је одлучено да овај догађај никоме не буде позната. По наређењу султаније Нурбану, тело Селима II је остављено да се држи на леду. Велики везир Мехмед-паша је описао ситуацију у писму шехзаде Мурату, који је био у Маниси. Мурад је дошао у Истанбул, а након полагања дворске заклетве, Мурад је наредио да се његово петоро полубраће задави.
Након овога, Нурбанин утицај у харему само ојачао. Пошто је постала султанова мајка, Нурбану је добила титулу Валиде-султаније. Током њене владавине, харем је постао утицајна институција, а она је сама играла важну улогу у палати, имала је велики утицај на зетове, као и на свакодневно функционисање и живот харема. Огромно поштовање и љубав Мурата III према његовој мајци одиграло је значајну улогу у њеном успону. Добијала је највећа примања међу члановима династије и међу званичницима - 2000 акчи дневно.
Међу слугама харема, најближи Валиде-султанији били су Газанфер-ага, Џанфеда-хатун и благајник харема Разије-хатун. Сви они су служили Нурбану од времена њеног боравка у Маниси.
Мурат je у харем довео једину конкубину са којом је био и мајку своје деце, Сафије, која је постала Хасеки-султанија. Сама Нурбану није имала добар однос са Сафије, јер је временом Сафијин утицај на Мурата само растао. Након неког времена, султанија Сафије је на крају привукла благајницу харема, Разије-хатун на своју страну, пто је додатно направило јаз између Сафије и Нурбану. Иако је султанија Нурбану имала великог удела у политичком животу, где су њени највећи савезници били њени зетови Мехмед-паша, Пијале-паша и Сијавуш-паша, Сафије је имала подршку женског дела династије (Михримах-султанија, Ајше-султанија, Хумашах-султанија) и постајала блиска са пашама блиским тим султанијама, где је било јасно да ово неће бити само борба за наклоност султана, већ и за превласт у харему, па и држави.
Како је султанија Сафије до 1581. године изгубила три сина (шехзаде Сулејмана 1577. године, шехзаде Селима 1580. године и шехзаде Махмута 1581. године), Мурат је имао само једног наследника, петнаестогодишњег шехзаде Мехмета. Нурбану и њене ћерке су одлучиле да искористе ситуацију као повод да убеде Мурата да узима и друге прилежнице како би осигурао династију, међутим безуспешно. Почетком 1582. године, Нурбану је пресрела писмо исцелитељице, која се султанији Сафије најпре жалила да јој је Мајка-султанија забранила да се виђа са њом. Поред тога, напомиње да је припремила афродизијак за султана. Нурбану-султанија је показала ово писмо свом сину-султану. Прочитавши писмо, султан Мурат се, поовређен својом мушкошћу, разбеснео и дозволио мајци да изврши испитивање Сафијиних слугу у циљу сазнавања истине. Валиде-султанија је злоупотребила поверење које јој је указао син, где је Нурбану наредила Газанфер-аги и другим оданим евнусима да утамниче и муче робиње које су биле у служби Хасеки-султаније. На крају је и сам султан наредио својој мајци да отпреми Сафије и њене три млађе кћери у стари двор.
Нурбану је након Сафијиног прогона ојачала свој положај у харему, где је Исмихан-султанијa успела да пошаље нове конкубине, где би Мурат почео да шири потомство. Забележено је да је Валиде-султанија стекла нове непријатеље у ћерки и сину свога сина Мурата које је имао са Сафије. Додатно су нарушени односи када је шехзаде Мехмет након прогона своје мајке једну од слушкиња у харему свог оца оставио трудну, у коју се заљубио; тада је султанија Нурбану сазнала за то и наредила да се слушкиња стави у врећу и баци у Босфор. Амбасадори су забележили да је шехзаде Мехмет потпуно замрзео султанију Нурбану због тога. Да би се ослободила претње коју је видела у својим унуцима, Валиде-султанија убеђује сина да своју најстарију ћерку уда, а да Мехмета пошаље у провинцију.

## Удаљавање од Топкапи-палате
Султанија Нурбану је последње године свог живота била умешана у убиство у палати. Један од чувара палате, Ридван-ага, обезбеђујући везу жена из харема са спољним светом, био је и одговоран за пратњу трговаца накитом у палати. Једног дана, Јеврејка која је дошла са Ридван-агом, након што је показала харему шта је донела, напустила је капију харема и нестала. Ридван-ага је приведен, претресен и пронађен је накит нестале Јеврејке ушивен у поставу његове одеће. Тело Јеврејке пронађено је у дрварници. Ридван је, под мучењем, признао да га је султанија Нурбану натерала да изврши ово убиство. Злочинац је погубљен, али су се гласине о томе прошириле како у палати тако и широм Истанбула. Након ове срамоте султанија Нурбану је под убеђењем свог сина напустила Топкапи-палату и преселила се у палату у Јеникапију, изграђену годинама пре по њеном наређењу. Услед тога, како пише Стефан Герлах, султан Мурат је хтео да отуђи Валиде-султанију да би одржао мир у харему.

## Смрт
Када је султанија Нурбану била на самртној постељи, Мурат је изјавио да ће остати сироче и да неће имати никог другог да га подржава током тешкоћа његове владавине. Последњи савет који је Нурабану дала Мурату је да буде посебно опрезан по питању три питања: да обезбеди бржу и непристрасну правду за своје поданике, да обузда његову природну похлепу за златом и новцем и ,пре свега, да исправи односе са својим сином.
Султанија Нурбану је преминула 7. децембра 1583. године у баштенској палати у Јеникапију. Нурбану је примила изузетне почасти након своје смрти. Према османској традицији, султан није учествовао на сахрани своје мајке ван палате, али је пешке пратио мајчин ковчег, који је требало да буде однесен у џамију Мехмеда Освајача. Избор ове џамије - најудаљеније од свих султанових џамија од палате - направљен је намерно: тако је Мурат очекивао да ће се за душу његове мајке молити више људи него што би то могао бити случај у оближњим џамијама, а она ће такође добити највеће почасти од посетилаца и становника Истанбула. Према Селаникију, цео свет је хрлио у џамију на сахрану. Сви богослови, шеици и државни службеници били су код ковчега, а падишах је такође био одевен у црнину, у очима су му биле сузе. Затим је у џамији султана Мехмед-хана клањана молитва у присуству народа. Султан је затим напустио церемонију и вратио се у Топкапи-палату. Други су пратили тело до Аја Софије и сахранили тело у турбану са султаном Селимом. Свих 40 дана везири и кадије су, редом, даноноћно читали Куран.

## Потомство
Забележено је да је током 1544. године Селим има три ћерке са три различите конкубине; једна од њих је била Нурбану, која је била мајка Гевхерхан-султаније. Након тога, шехзаде Селим је одлучио да конзумира однос само са једном конкубином. Избор је пао на саму Нурбану која се издвојила по својој лепоти и интелигенцији, где сукцесивно рађа 1545. године Исмихан-султанију, и 1546. године свог сина и будућег султана Мурата III.
Након тога, султанија Нурбану годинама није подарила дете шехзаде Селиму. Међутим, током 1559. године султанија Нурбану рађа своје најмлађе дете, кћи Фатму-султанију, која је била миљеница својих родитеља и касније брата.